# Кюссон, Мишель
Мишель Кюссон (фр. Michel Cusson, род. 22 января 1957, Драммондвилл, Квебек) — современный канадский композитор и исполнитель-гитарист.
Родился в Драммондвилле (Квебек, Канада). Учился игре на гитаре в Бостонском музыкальном колледже Беркли, с юности проявил интерес к жанру джаз-фьюжн.
В конце 70-х годов с созданной им группой UZEB гастролировал по Северной Америке и Европе. Группа выиграла ежегодную квебекскую музыкальную премию «Félix» в 1984 и 1989 году как лучшая группа года, а её джазовые альбомы получали эту премию четыре раза. UZEB распалась в 1990, и Кюссон набрал новую группу, Wild Unit, первый же альбом которой был на следующий год удостоен премии «Félix» в жанре джаза. В 1999 собрал свою третью группу, Projet#3.
Музыка Кюссона часто звучит в канадских фильмах и сериалах. Его песни и музыка неоднократно номинировались на премию «Джини», а за музыку к фильму «Дикая осень» (фр. L'Automne Sauvage, 1992) он получил очередного «Феликса». Музыка к многосерийному фильму «Последняя глава» получила канадскую телевизионную премию «Джемини».
Пользуется популярностью как гитарист. За время карьеры работал в том числе с такими исполнителями, как Даниэль Лавуа, Лорен Демарэ и Моран.